# IMA

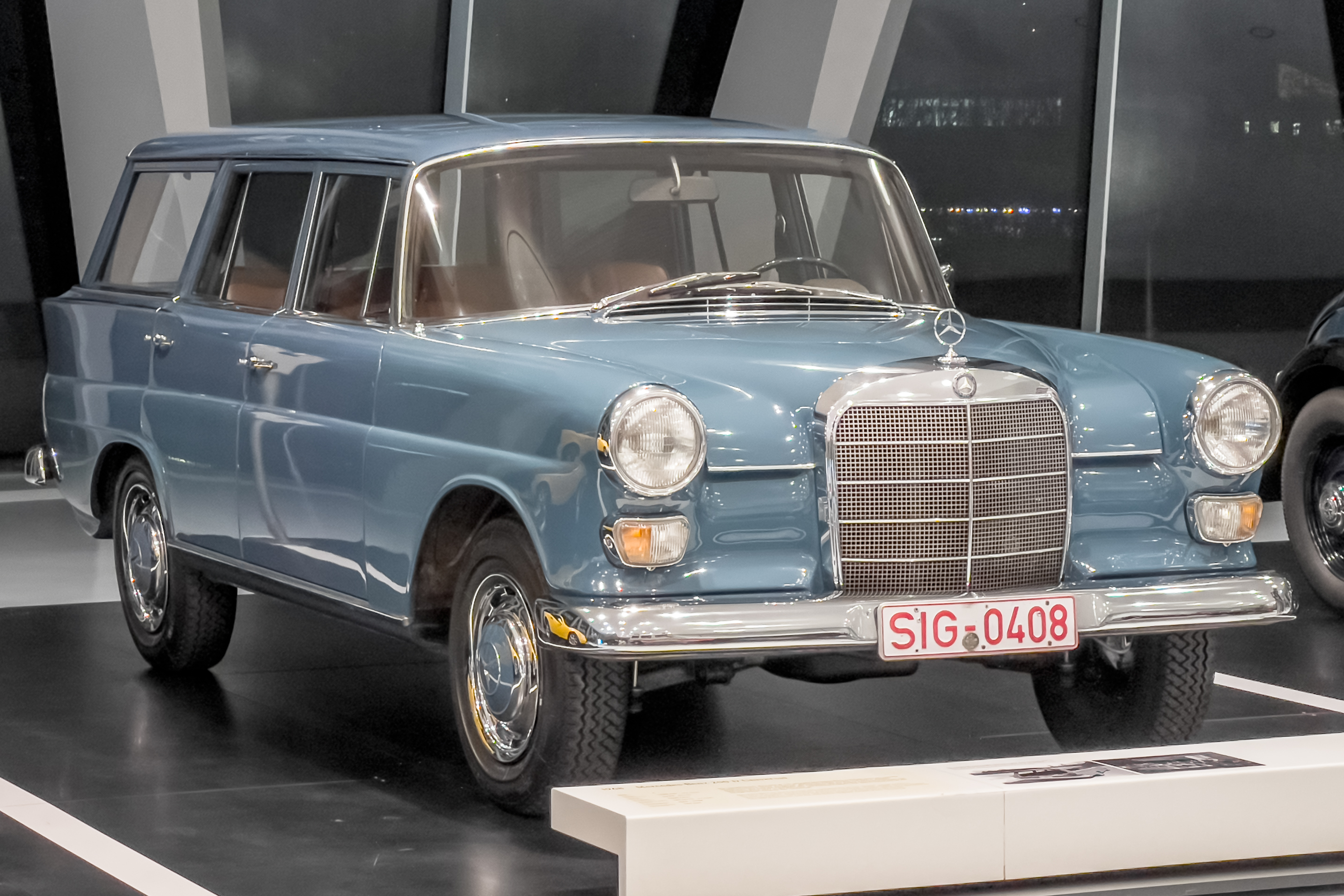
Mercedes-Benz W110 Universal, i Sverige kallad Safari.

S.A. pour l’Importation des Moteurs et d'Automobiles, förkortat IMA var ett belgiskt bilföretag.
IMA grundades i Bryssel 1951 av Gunnar V. Philipson i samband med att Philipson Automobil AB fått generalagenturen för Mercedes-Benz i Belgien och Luxemburg.
1952 införde belgiska regeringen av arbetsmarknadspolitiska orsaker en lag som innebar att biltillverkare som sålde fler än 250 bilar om året måste montera dessa i Belgien. 1954 öppnade IMA en sammansättningsfabrik i Mechelen under namnet I.M.A. Malines för slutmontering av Mercedes-bilar. Under 1959–1960 monterades även Saab 93 och Saab 96. Under 1960-talet startade IMA även tillverkning av kombi-modeller för Merecedes-Benz på initiativ av Philipsons.
I början av 1970-talet sålde Philipsons IMA till ett belgiskt konsortium. När Daimler-Benz avslutade kontraktet med IMA 1973 skrevs ett avtal med Saab om tillverkning av Saab 99 i ett joint-venture kallat Saab-IMA eller Sobelmotors. Tillverkningen lades ned 1978.